# 獎門人電視遊戲節目系列遊戲列表
以下是獎門人電視遊戲節目系列中曾經出現的遊戲的列表。

## 超級無敵獎門人
- 超級無敵斷估

出現集數：第1集（第1回合）
- 超級無敵估估

出現集數：第1集（第2回合）、第2-9集（第1回合）
遊戲玩法：個人作賽，每一集獎門人都會請藝人作一些比較，然後嘉賓須估出哪藝人符合標準，以籌碼買他，買中橫行的得到所買的一倍，買中直行的得到所買的兩倍，買中獨贏的得到所買的五倍。買不中的，所買的款項便沒有，有剩下的便可保留。
- 超級無敵寫大字（初期名為超級無敵寫揮春）

出現集數：第10-19集、第31集（第1回合）
- 超級無敵畫公仔

出現集數：第13集（第1回合）、第31集（第2回合）
遊戲玩法：嘉賓分成兩組，每組會加入三名現場觀眾，獎門人會先提供一幅圖畫，每位嘉賓有五秒時間看圖及畫圖，最後每人需猜出圖畫的物件或人物，最多人猜中的一組則勝出。
- 超級無敵大電視

出現集數：第20-31集（第1回合）
遊戲玩法：嘉賓須分成兩組，嘉賓須在限時內以動作或語言提示令一嘉賓估出電視裡的人物或者物件，若嘉賓說出電視裡的人物的其中一字、提及任何人名或估者偷看的話，此回合會作廢。估中人物最多之組為勝。
- 超級無敵兵乓波

出現集數：第1集（第3回合）、第2-26集（第2回合）、第31集（第4回合）
遊戲玩法：嘉賓須分成兩組，以單打形式作乒乓球比賽。遊戲規則大致跟普通乒乓球比賽無異。不同之處，是獎門人在遊戲開始時會公佈一個主題，參賽者在接乒乓球的同時，須要按照主題回答題目，如參賽者接不到乒乓球，或乒乓球不過網，或不能在接乒乓球時回答題目，或者答案重複，則被判為負方，須立刻換人作賽。勝方可獲得一分，而下一回合的題目，則由負方參賽者決定(第31集&  天下無敵獎門人全部由獎門人決定)。最先達到十一分的一方為勝。
- 超級無敵估歌仔

出現集數：第21-26集（第3回合）、第27、28、29、30集（第2回合）、31集（第5回合）
遊戲玩法：個人作賽，每一集會有兩個外國歌手唱出不同的歌，嘉賓須估出歌手唱出的歌。每估中一首便可得一份禮物。
- 超級無敵HAI DO ZO

出現集數：第1集（第4回合）、第2-20集（第3回合）、第21-24集（第4回合）、第31集（第6回合）
遊戲玩法：每一集壽司師傅會即場製作十二件三文魚魚生壽司，其中部分均加入了大量芥辣。參賽者須輪流挑選一件壽司並即時進食，如果選中沒有加入芥辣的壽司則可以留下；選中了加入芥辣的壽司的參賽者，如能吃畢整件壽司則可以留下，並得到壽司禮券作獎勵，但是中途放棄的話就要被淘汰。所有壽司吃畢後（或者只剩下沒有芥辣的壽司），遊戲就會結束。
- 超級無敵KIN DO ZO

出現集數：第25、26集（第4回合）、第27-30集（第3回合）
遊戲玩法：每一集壽司師傅會即場製作多件三文魚魚生壽司，每次派出兩個代表分六個回合比賽，每回合分別有金壽司，芥辣壽司，和普通壽司各一件，如果選中沒有加入芥辣的壽司則可以留下；選中了加入芥辣的壽司的參賽者，如能吃畢整件壽司則可以留下，並得到壽司禮券作獎勵，如選中金壽司，就可得足金壽司一件。任何一隊中途放棄的話，遊戲就會結束。
- 超級無敵馬拉松

出現集數：第1集（第5回合）、第2-20集（第4回合）、第21-26集（第5回合）、第27-30集（第4回合）、第31集（第7回合）
遊戲玩法：首先由主持人講出一個詞語、成語或短句，第一位參賽者則要利用之前的詞語的最後一字作為新的詞語的頭一個字，再說一個詞語、成語或短句，而之後的參賽者，要先重複之前所有說過的詞語，最後再加上自己說出的詞語，才算完成那一圈。例如：你好個好呀，好好人個人呀，人仔個仔呀，下一個參賽者就要重複之前的三個詞語，再加上另一個詞語，但第一個字必須為「仔」字或其同音字。如果參賽者中途忘記或唸錯詞語，或者重複詞語完畢後不能立刻接上新的詞語，或者新的詞語和舊的出現重複，獎門人會按下喇叭並即時收起咪高峰，示意參賽者被淘汰。留守到最後沒有被淘汰的一名參賽者為勝方。遊戲玩法類似傳統遊戲「接龍」，但該遊戲不須重複之前參賽者的詞語。
經典語句：於第16集，林敏驄於此遊戲中，說出一句超長句子（實為林敏聰當年與曾志偉組合以《冇有線電台》名義出的唱片，其中一首「狂野篤番茄Tell Me Why榨榨橙Mix」的歌曲中其中一段獨白），很多觀眾到現在仍然記憶猶新。在這個情況下，獎門人會將該句子縮短，只要求林敏驄一人以原文讀出。
- 「堂堂男子漢走去食壽司食到一口都係LUR都LUR唔番出嚟」
- 「人人都揸住支蘇格蘭場非工業用國際線路自動溶雪十六嘩咾（Valve）風油呔垂直升降連鐳射彩色洗衣乾衣氣墊毛筆一枝」
- 「四個人打麻將坐咗喺度唔知乜嘢風又唔知叫梗乜嘢糊總之懞查查都唔知點算好卒之走咗去參加超級無敵獎門人」
- 「掹完車邊嗰架車就一直駛過去吐露港公路以北轉入海南島東南沿岸沙堤以南九百六十五公里見唔到路牌所以調頭返番去參加超級無敵獎門人走去大門口」

(天下無敵獎門人 - 第8集)
- 「十八世紀維也納降G大調坐台挂墻反坦克雙窩輪電子點火自動除臭附隔塵網防霉功能女裝隱形口服鼻涕一PAT」+

- 超級無敵跑馬仔

出現集數：第1集（第6回合）、第2-12集（第5回合）
遊戲玩法：所有遊戲完畢後，最高分之四位嘉賓便能玩這遊戲，獎門人會把現場觀眾分成四組，每組以一個撲克圖案表示，每位嘉賓也一個撲克圖案表示，而獎門人會不斷拿走撲克牌，哪種圖案最快到終點的，代表該嘉賓可出線贏大獎，該組別也可得到禮品。
- 超級無敵風火輪

出現集數：第1集（第7回合）、第2-6集（第6回合）
遊戲玩法：於超級無敵跑馬仔出線或最高分的嘉賓便能玩這遊戲，首先嘉賓須用鎚按停內圈，看看可拿到哪份大獎，然後再用鎚按停外圈，若號碼與內圈大獎的號碼不一樣的，就只能該兩份獎品.(如內圈是8號，外圈是4號，就只能拿4號及8號的獎品)相反，若號碼一樣的，便可拿走所有獎品，但要把其中一份送給最高分或第二名的嘉賓。
- 超級無敵擲骰仔（第7-12集）

出現集數：第7-12集（第6回合）、第13-20集（第5回合）、第21-26集（第6回合）、第27-30集（第5回合）、第31集（第8回合）
遊戲玩法：於超級無敵跑馬仔出線或最高分的嘉賓便能玩這遊戲，有兩粒骰仔，每粒都有一至四點及兩個獎門人的標志，兩粒骰仔擲到相加的數目，等於得到獎品的數目。若擲到兩個獎門人的標志，就可拿走所有獎品。但負方要先派出代表擲骰挑戰勝方，若勝方擲到的與負方一樣的，所有禮物就歸負方所有。
- 超級無敵打排球

出現集數：金裝超級無敵獎門人

## 超級無敵獎門人再戰江湖
- 超級無敵食蛋卷（第5集至第12集）

遊戲玩法：每次兩人對戰，兩位嘉賓同時食蛋卷/餅乾，然後獎門人會問一條問題(多數答案為令嘉賓噴出口中蛋卷碎，如：請講5次"2"的英文)。
- 超級無敵夾死你（第1集至第21集）

遊戲玩法：每次兩人一組，兩人成功以面部夾到由多士爐彈出的麵包則勝出。
- 超級無敵包剪揼（第3集至第5集）

遊戲玩法：每次兩人對戰，猜剪刀石頭布，猜贏便拿起搥打對方的頭，猜輸便拿起頭套作保護，猜贏者成功於對方拿起頭套作保護前打到對方的頭便可得1分。
- 超級無敵彈彈（博愛歡樂慈善獎門人、第13集 - 第21集）

遊戲玩法：個人作賽，所有嘉賓穿上魔術貼衣，跳上魔術則牆，最高者則勝出。
- 超級無敵兵乓波 （參見超級無敵兵乓波）（第10集、博愛歡樂慈善獎門人、第13集 - 第20集）

- 超級無敵排排坐

遊戲玩法：嘉賓分成兩組，採取「五局三勝」制，前排的兩位嘉賓須估出站立人數。在估之前必須說出「辣辣壽司邊個食，我唔食呀，你要食…」，其後所有嘉賓可隨意選擇站立或繼續坐下，前排二人必須同時估出站立人數。如3人，則要說出「3個3個邊個食」。若實際站立人數與估數不符，或二人同時估中人數，則要說出「冇人食，冇人食」；若其中一方估中的話，則要向對方說出「你要食，你要食！」，對方便要吃壽司。若其中一方首先勝出三次的話，遊戲便會結束。
- 超級無敵唱衰你（第6集至第12集）

遊戲玩法：嘉賓以一對一對戰，共三組，透過知名流行歌曲再改詞「唱衰」對方，然後由現場觀眾決定勝方。
- 超級無敵估歌仔 （參見超級無敵估歌仔）（第1集 - 第2集、博愛歡樂慈善獎門人、第16集 - 第21集）

- 超級無敵BUMP BUMP波（第1集至第12集）

- 超級無敵大電視 （參見超級無敵大電視）（第10集、博愛歡樂慈善獎門人、第13集）

- 超級無敵馬拉松 （參見超級無敵馬拉松）（第10集）

- 超級無敵畫公仔（第14集、第15集）

- 超級無敵數金魚（第15集）

- 超級無敵箍橡筋（第21集）

- 超級無敵跑馬仔（博愛歡樂慈善獎門人）

- 超級無敵射飛鏢（第1集至第5集）

- 超級無敵飛拖鞋（第6集至第20集）

- 超級無敵撞大板（第21集）

## 天下無敵獎門人
- 天下無敵搵啖食（第1集至第17集、第19集至25集）

- 天下無敵夾死你（第18集及第26集）

- 天下無敵爭櫈仔（第1集至第5集）

- 天下無敵合家歡（第6集至第13集）

- 天下無敵伏喱喱（第14集至第26集）

- 天下無敵發噏風（第1集至第3集）

- 天下無敵估歌仔（第4集）

遊戲玩法：每一集將請來不同外籍人士唱出粵語或國語流行曲，嘉賓必須正確猜出歌曲名字，猜中者勝出。
- 天下無敵兵乓波 （參見超級無敵兵乓波）（第5集至第26集）

- 天下無敵大電視（第1集）

- 天下無敵閂大閘/睇電視

- 天下無敵邊個中（第1集至第11集）

- 天下無敵大哂冷（第12集至第16集）

- 天下無敵LOOK哂冷（第17集至第26集）

- 天下無敵唱歌仔（第1集 - 第7集、第10集 - 第17集）

遊戲玩法：嘉賓必須唱出含有某字的歌詞。
例：含有"寂"字的歌詞
我可選："Lonely 寂寥 寂止 寂寞時Lonely" (草蜢 - Lonely)
下位接："波斯貓　身軀嬌俏陪伴我解我寂寥" (羅文 - 波斯貓)
然後改題目為含有五行（金水木火土）的歌詞
我可選：情與義 值千金（鄭少秋 - 陸小鳳）
下位接："閃閃金光輕飛躍淡淡湖上 晚風吹過水鄉." (林子祥 - 在水中央)
- 天下無敵馬拉松（第8集至第9集）

- 天下無敵BOM CHA CHA（第18集至第26集）

- 天下無敵兩頭騰（第2集）

- 天下無敵放飛機（第3集至第18集）

- 天下無敵踢拖鞋 （參見超級無敵飛拖鞋）（第19集至第26集）

- 天下無敵大懲罰（第6集至第13集（第8集除外））

## 宇宙無敵獎門人
- 宇宙無敵面部運動會（第1集至第4集）

- 宇宙無敵運啜搶（第5集至第9集、第14集）

- 宇宙無敵無得頂（第10集至第17集）

- 宇宙無敵啖啖奶（第1集至第3集、第17集）

- 宇宙無敵閂大閘（第3集至第17集）

- 宇宙無敵OISHII（第1集至第2集）

- 宇宙無敵排排企（第5集至第17集）

- 宇宙無敵排排坐（第17集）

- 宇宙無敵GO BACK JUMP（第17集）

- 宇宙無敵彈乜（第4集）

- 宇宙無敵估歌仔（第10集）

- 宇宙無敵扮哂（第5集至第10集、第12集至第14集、第16集至第17集）

- 宇宙無敵遊LIFT河（固定環節）

- 宇宙無敵吐欖核（第1集至第2集）

- 宇宙無敵掟粉刷（第3集至第17集）

## 吾係獎門人
- 吾係講笑話（第1-6集、8-15集）

- 吾係世運會（第1-6集、11-16集）

- 吾係運啜搶（第7-10集）

- 吾係經典－兵乓波（第14集）

- 吾係經典－閂大閘（固定環節）

- 吾係大搜查（第1-10集、第14集）

- 吾係指指（第16集）

- 吾係企起身（第1-2集）

- 吾係開口中（固定環節）

## 繼續無敵獎門人
- 繼續無敵石春路

- 繼續無敵搵啖食

- 繼續無敵鬥快食

- 繼續無敵啜啜啜

- 繼續無敵私人醒

- 繼續無敵大長碌

- 繼續無敵不落閘

- 繼續無敵扮哂嘢

- 繼續無敵開口中

- 繼續無敵啖啖奶

- 繼續無敵pat碰pat

- 繼續無敵腳擘擘

- 繼續無敵問乜嘢

- 繼續無敵五項全能（夾麫包＋石春路＋吹「立」蠋＋吸紫菜＋搵啖食，最後一集出現）

## 鐵甲無敵獎門人
- 鐵甲無敵

遊戲玩法：嘉賓須坐在特製的座位上回答獎門人的問題，答錯便需被忌廉打中。
- 鐵甲無敵踩住上

- 鐵甲無敵趾跳夾

- 鐵甲無敵啤啤夫

- 鐵甲無敵馬拉松

- 鐵甲無敵Close The Door

- 鐵甲無敵獨木穚

- 鐵甲無敵大咕窿

- 鐵甲無敵爆波波

- 鐵甲無敵推落水

- 鐵甲無敵食菠蘿

- 鐵甲無敵踢晒腳

- 鐵甲無敵呼拉圈

經典遊戲重溫
鐵甲無敵排排坐（第28集）
鐵甲無敵BOOM CHA CHA(第29集、35集)
鐵甲無敵夾死你 (第31集)
鐵甲無敵運啜搶 (第31集-34、36)
鐵甲無敵開口中 (第32集-36)
鐵甲無敵石春路 (第32集)
鐵甲無敵搵啖食 (第33集、36)
鐵甲無敵估歌仔 (第34集)
鐵甲無敵扮哂野 (第35集)
新春遊戲（第36集）:
搵啖食
接力賽(踩住上+趾跳夾+呼拉圈+大長錄)
馬拉松
開口中
boom cha cha

## 超級遊戲獎門人
- 超級遊戲Short Short地
- 超級遊戲爆波波
- 超級遊戲坐波波
- 超級遊戲碌柚葉
- 超級遊戲我最勁（固定環節）
- 超級遊戲IQ王
- 超級遊戲齊齊跑
- 超級遊戲順口噏
- 超級遊戲搭錯線
- 超級遊戲食烏冬
- 超級遊戲食熱狗
- 超級遊戲蒙啜啜
- 超級遊戲估歌仔 (超級無敵獎門人遊戲)
- 超級遊戲大電視 (超級無敵獎門人遊戲)
- 超級遊戲搵啖食 (天下無敵獎門人遊戲)
- 超級遊戲爭櫈仔 (天下無敵獎門人遊戲)
- 超級遊戲Boom Cha Cha (天下無敵獎門人遊戲)
- 超級遊戲啜乒乓 (驚天動地獎門人遊戲)
- 超級遊戲開口中 (吾係獎門人遊戲)
- 超級遊戲私人醒 (繼續無敵獎門人遊戲)
- 超級遊戲打保齡